# 海外纪事
《海外纪事》六卷，清康熙三十五年（1696年 ）徐石濂著，康熙三十八年（1699年 ）刊行。徐石濂，江苏吴县人，生于明朝末年，卒年无考。徐石濂擅长绘画诗文，明朝灭亡后，石濂不愿臣服清朝，辞别老母，削发出家，杖锡云游，曾任广州长寿寺住持，法号大汕。

## 成書經過
康熙三十四年（1695年）春，大汕应阮主阮福淍（書中稱之為「大越國王阮福週」）聘请，前往说法。大汕到越南顺化后，被阮福淍封为国师，居天姥寺，设坛传介一千四百余人。后游历越南顺化、会安、尖碧罗等地。康熙三十五年秋归国，将所作的有关越南的政治、风土和越南华侨状况，及航海往来所见，辑录成书共六卷，前附仇兆鳌、徐釚等序，名为《海外纪事》。石濂和尚还有《离六堂集》十二卷传世。